# Lucianus Kofod
Lucianus Hansen Kofod (ved dåben Koefoed) (21. maj 1829 i Pedersker Sogn – 1. november 1904 på Frederiksberg) var en dansk officer, skolemand og politiker.
Kofod var søn af skrædder Hans Koefoed Jensen (født 1808, gift 1831 med Marthe Cathrine Bertelsdatter) og Agnethe Margrethe Holm (1800-1875, gift 1831 med skomager Christian Peter Marcussen, 1806 – død tidligst 1875).
Kofod blev tidligt faderløs og voksede op i så fattige kår, at han i 7-14 års alderen måtte tjene som vogterdreng og lignende. 1846 blev han korporal i Bornholms Milits og gjorde 1848-50 frivillig tjeneste i Treårskrigen som korporal, 1850 ved Frederiksstads forsvar (blev hårdt såret). 1851-52 var han ridende gendarm i Angel, tog 1853 skolelærereksamen ved Jelling Seminarium og var 1854-56 forstander for den nystiftede folkehøjskole i Gedved. 1856 oprettede han selv en højskole i Aakirkeby efter at være blevet sekondløjtnant i Bornholms Artilleri. Allerede i juli 1854 havde Kofod forgæves søgt valg til Folketinget i Vejlekredsen; men 1858 valgtes han i Bornholms Amts 1. kreds samt genvalgtes 1861. I de første år stod Kofod uden for partierne, men 1861 sluttede han sig til «de uafhængige», i det han dog som udpræget demokrat som oftest stemte med Bondevennerne. Desuden var han 1861 medstifter af Danevirkeforeningen. Efter at være blevet folketingsmand opgav Kofod højskolen og tog ophold i København; støttet af minister D.G. Monrad studerede han de nordiske sprog og litteraturer og underviste i disse fag. Som frugt af disse studier udgav han 1864 Modersmaalets Sproglære under mærket «Erik Broby». Da den 2. slesvigske krig truede, meldte Kofod sig på ny som frivillig til tjeneste som artilleriløjtnant, var med både på Danevirke og Dybbøl og vandt rosende vidnesbyrd fra de overordnede officerer. Alligevel blev han i juli 1865 uden retslig undersøgelse udslettet af listen over militsens officerer, fordi han under et ophold i Stockholm i 2 offentlige foredrag havde udtalt sig skarpt om vore politiske og militære forhold under og efter krigen. Udslettelsen blev efter en senere krigskommissions undersøgelse ændret til afsked; men Kofod, som havde ofret både sit sæde i Rigsdagen og sin lærerstilling, var nu gjort brødløs.
I de følgende år var han et ivrigt medlem af Nordisk Samfund (skrev 1865 om Nordens sproglige Enhed) og tillige talsmand for skyttesagen (skrev 1868 et flyveskrift herom). 1866 valgtes han på ny til Folketinget i sin tidligere kreds og genvalgtes indtil maj 1881. Han hørte i de første år til Det nationale Venstre og 1870-74 til den lille gruppe af såkaldte «nationale løsgængere», men gik senere af uvilje mod Det forenede Venstres færd mere og mere over til Højre uagtet sine oprindelige republikanske grundsætninger. Hans politiske kursændring gjorde, at tidligere politiske meningsfæller så ham som en vendekåbe, der pludselig var blevet en af Estrups loyale mænd. Således skrev Philip Dam i sin dagbog bittert om Kofod: "Er da Livet kun Skuffelse og Bedrag, Løgn og Troløshed."
Nogen stor rolle spillede Kofod ikke i Rigsdagen, men gjorde sig mest bekendt ved sin iver for sprogrensning ved lovenes affattelse og for optagelse af oldnordisk som lærefag i de lærde skoler. I 1873 stemte han for den nye fabrikslov, der forbød børn under 10 år at arbejde på fabrik mm. Han var begavet, en impulsiv taler og en energisk agitator, men svingende og ubesindig og skabte jævnligt ballade om sin person, således da han 1874-75 lå i proces med Lars Bjørnbak.
Med Kofods egen fattige opvækst in mente kan det ikke overraske, at han også var socialt engageret. I 1867 blev han valgt til formand for hovedstadens største arbejderforening, Den broderlige Arbejderklasses Hjælpeforening. Samtidig var han sammen med Poul Geleff 1869-70 udgiver af bladet Heimdal. Men modsat Geleff og Louis Pio var Kofod ikke socialist, og Kofods bestræbelser gik på at inddæmme socialismen. Han var således 1871-81 formand for det nystiftede Dansk Arbejdersamfund, rettet imod den socialistiske bevægelse. Han optrådte jævnligt som foredragsholder og har også skrevet digte. Han skrev således 1871 Bornholms Drapa, der blev en nationalsang for øen.
Den omtalte dom, som krigsministeren havde fældet over Kofod i 1865, blev i 1872 ændret, idet sagen blev genoptaget. Kofod fik nu afsked på sædvanlig måde som løjtnant. 1879 fik Kofod en ny afsked som kaptajn. Da han i 1881 havde mistet sit folketingsmandat, blev han udnævnt til tøjmester ved Bornholms Væbning i Rønne, hvor han allerede havde boet i ni år. Her blev han boende, indtil han i 1891 tog afsked som tøjmester og flyttede til København, hvor han 14. juli samme år indgik ægteskab med en sønderjysk dame, Kristine Vonnetgaard (født 22. juli 1844 i Vonsbæk Sogn ved Haderslev – død 24. marts 1931 i København), datter af skipper Christen Bertelsen Vonnetgaard (1817-1900, gift ca. 1850 med Karen Pedersdatter Frydendal, 1820-1898) og Anna Cathrine Hansdatter (1823-tidligst 90, gift 1858 med arbejdsmand i Assens Hans Jensen, død tidligst 1880). 1888 blev han Ridder af Dannebrog.
Efter opfordring fra Krigsministeriet fik han på Finansloven for 1892-93 bevilget en årlig understøttelse på 1.200 kr., eftersom stillingen som tøjmester ikke var pensionsberettiget. Med denne beskedne indtægt levede han med sin hustru i hovedstaden. Kofod døde 1. november 1904 og er begravet på Vestre Kirkegård. Han er portrætteret på et litografi af F. Meyer jun. 1865 og på et træsnit fra 1871.